# Fabio Marozzi
Fabio Norberto Marozzi (ur. 26 czerwca 1967 w Santa Fe) – argentyński piłkarz występujący na pozycji pomocnika lub napastnika, trener piłkarski.

## Kariera klubowa
Karierę na poziomie seniorskim rozpoczął w 1986 roku w Club Almirante Brown (Primera B Metropolitana). W sezonie 1986/87 awansował ze swoim zespołem do Primera B Nacional. W 1988 roku był zawodnikiem peruwiańskiego klubu Alianza Atlético. W latach 1989–1990 grał w Instituto AC Córdoba, rozgrywając w tym okresie 2 spotkania na poziomie Primera División. W 1990 roku przeniósł się do Club Villa Dálmine (Primera B Nacional), gdzie rozegrał 2 ligowe mecze.
Przed rozpoczęciem sezonu 1990/91 Marozzi został zawodnikiem Śląska Wrocław prowadzonego przez Romualda Szukiełowicza. 20 października 1990 zadebiutował w I lidze w wygranym 2:1 meczu przeciwko Zagłębiu Sosnowiec, w którym zdobył bramkę. Stał się tym samym pierwszym zagranicznym piłkarzem w historii Śląska i pierwszym z Ameryki Południowej w lidze polskiej. Po zakończeniu rundy jesiennej sezonu 1991/92 rozwiązano z nim kontrakt. Łącznie rozegrał on w polskiej ekstraklasie 14 spotkań, w których strzelił 2 gole. Po wyjeździe z Polski nie kontynuował kariery na poziomie zawodowym.

## Kariera trenerska
W 2018 roku Marozzi rozpoczął pracę jako trener piłkarski. Prowadził amatorskie zespoły grające w Liga Regional Ceresina de Fútbol, zrzeszającej kluby z miasta Ceres i jego okolic.